# Pacifigorgia cribrum
Pacifigorgia cribrum is een zachte koraalsoort uit de familie Gorgoniidae. De koraalsoort komt uit het geslacht Pacifigorgia. Pacifigorgia cribrum werd in 1846 voor het eerst wetenschappelijk beschreven door Valenciennes. 